# Witolubie
Witolubie [vitɔˈlubjɛ] (tiếng Đức: Knisterkathen)  là một khu định cư ở khu hành chính của Gmina Biesiekierz, thuộc quận Koszalin, West Pomeranian Voivodeship, ở phía tây bắc Ba Lan.
Trước năm 1945, khu vực này là một phần của Đức. Sau Thế chiến II, khu vực này được đặt dưới sự quản lý của Ba Lan bởi Hiệp định Potsdam dưới những thay đổi về lãnh thổ mà Liên Xô yêu cầu. Hầu hết người Đức chạy trốn hoặc bị trục xuất và thay thế bằng người Ba Lan bị trục xuất khỏi khu vực Ba Lan do Liên Xô sáp nhập.